# Campus Mazier
Le campus Mazier est un campus situé à Saint-Brieuc, dans les Côtes-d'Armor. Il tire son nom de sa proximité avec l'avenue Antoine Mazier, député, maire et conseiller général de Saint-Brieuc, et nommé en référence à Antoine Mazier, député briochin.

## Histoire

### Débuts
Le campus a été créé en 1987 sous le nom de Centre d'Études Juridiques de Saint-Brieuc par l'université de Rennes-I pour accueillir dans un premier temps des enseignements de droit. Il est aménagé dans une ancienne école primaire. En 1991, l'université Rennes-II s'installe elle aussi sur le campus en ouvrant des enseignements d'histoire, de géographie, d’AES, et de STAPS. En 1993, l'Institut universitaire de technologie de Lannion installe à son tour sur le campus.

### Développements récents
Le campus connait des travaux d'extensions de juin 2007 à décembre 2008 au cours desquels un nouveau bâtiment est construit, et des anciens espaces réaménagés ou réhabilités. Le coût des travaux s'élève alors à 3 700 000 €.
La décision d'aménager l'institut de formation en soins infirmiers ainsi que l'institut universitaire de formation des maitres sur ce campus est prise au début des années 2010.
Un projet de création d'université de technologie à Saint-Brieuc estimé à 105 millions d'euros voit le jour début 2014, soutenu par les élus locaux, mais critiqué par les autres acteurs universitaires de la région,.
En 2018 ouvre l'IFPS Saint-Brieuc (Institut de formation des professionnels de santé). La rentrée 2020 est marquée par l'ouverture du nouveau restaurant universitaire, jusque là situé dans l'ancienne gare routière de Saint-Brieuc.

## Composantes
Le campus abrite des UFR - facultés - des universités de Rennes-I et Rennes-II, ainsi qu'un IUT et l'IFPS. A la rentrée 2020, l'ensemble de ces établissements totalisent 2460 étudiants.
- L'université Rennes-II est implanté à travers trois composantes qui totalisent 950 étudiants :
  - L'UFR activités physiques et sportives depuis 1996 à travers la licence STAPS et les licences professionnelles.
  - L'UFR sciences sociales depuis 1991, avec la licence Histoire et sa licence professionnelle, et la licence AES et ses deux licences professionnelles.
  - L'UFR Langues depuis 2004 avec la licence généraliste LEA.
  - L'UFR Arts, Lettres et Communication avec la licence professionnelle CIAN.
- L'université Rennes-I est implanté à travers deux composantes qui totalisent 1145 étudiants :
  - UFR droit et de science politique (Rennes-I) depuis 1987 compte 405 étudiants ;
  - L'IUT de Saint-Brieuc (Rennes-I) compte 710 étudiants.
- L'IFPS comporte quant à lui 365 étudiants.

Depuis la réforme LMD les étudiants peuvent suivre une licence complète (cycle d'étude de 3 ans) en histoire, AES et STAPS.
Pour la rentrée 2019, il est annoncé l'ouverture d'une antenne PACES, rattachée à la faculté de médecine de Rennes-I.